# Pucciniospora chusqueae
Pucciniospora chusqueae är en svampart som beskrevs av Speg. 1886. Pucciniospora chusqueae ingår i släktet Pucciniospora, divisionen sporsäcksvampar och riket svampar.   Inga underarter finns listade i Catalogue of Life.